# Große Basilika von Pliska

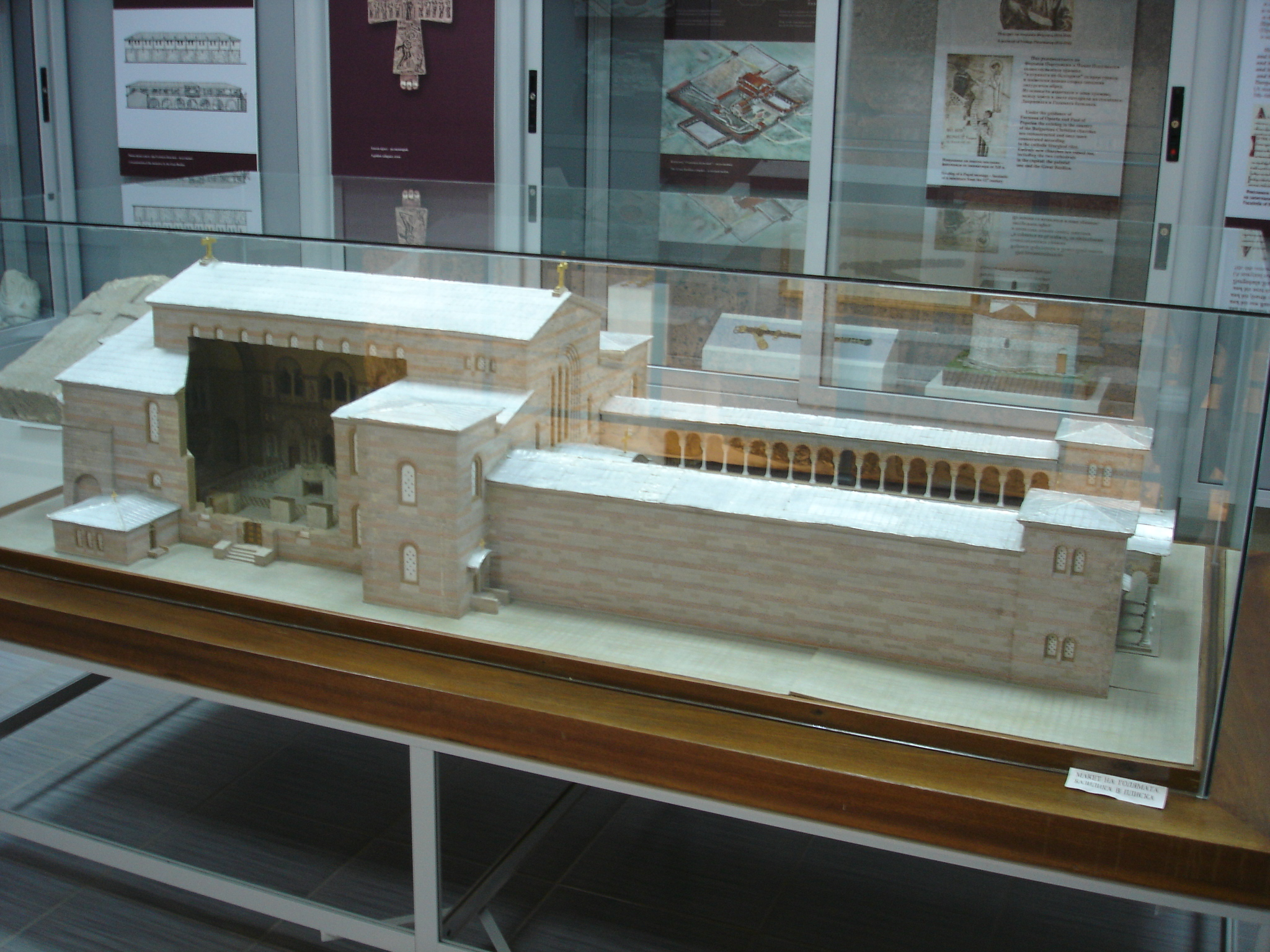
Modell der Großen Basilika von Pliska im Historischen Museum der Stadt

Die Große Basilika von Pliska mit und unmittelbar nach der Christianisierung Bulgariens war der Haupttempel des autokephalen bulgarischen Erzbistums. Mit  99 Meter Länge und 29,5 Meter Breite  war sie  im 9. Jahrhundert eine der größten christlichen Kirchen der Welt.
Die Fläche der Basilika betrug 2920 m². Die kirchlichen Riten in der Kathedrale wurden vom Erzbischof durchgeführt, an den großen Feiertagen nahm auch der bulgarische Herrscher teil. Das Denkmal der altbulgarischen Kultur wurde 1899 von den Archäologen Karel Škorpil und Fjodor Uspenski entdeckt und untersucht. Ausgrabungen in den 1970er Jahren zeigten, dass die Basilika wieder aufgebaut wurde, und darunter befinden sich die Überreste einer anderen Basilika und die Fundamente eines heidnischen Tempels.